# Addax Team
Barwa Addax Team — испанская автогоночная команда, принадлежащая бизнесмену Алехандро Агагу. База команды располагается в Рибарроха-дель-Туриа, муниципалитете в Испании, входящем в провинцию Валенсия.
На сегодняшний день команда выставляет две машины в серии GP2, 2 — в дочерней серии GP2 Asia, 3 — в серии GP3.

## История

### Серия GP2
См. также Campos Racing

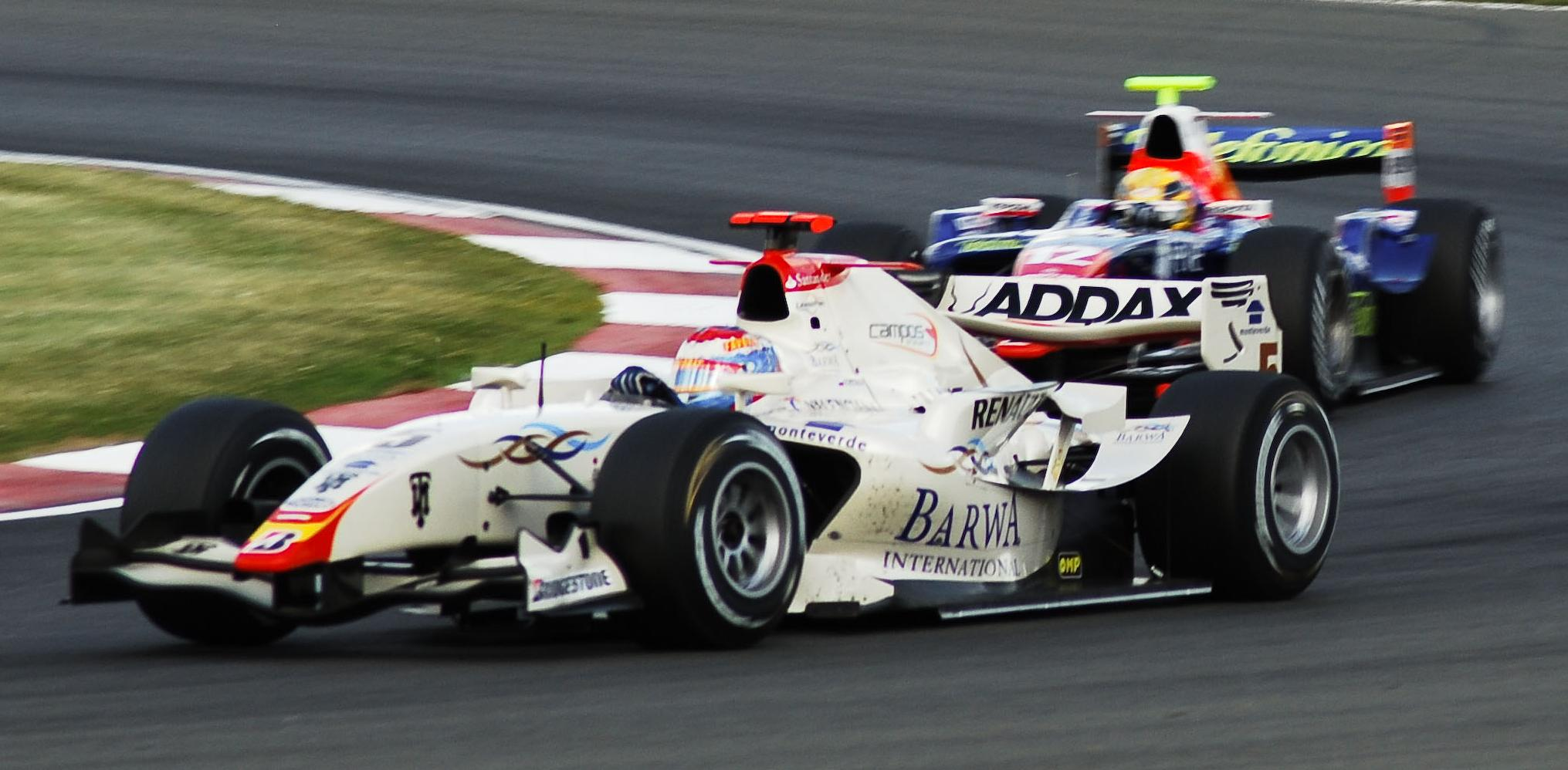
Виталий Петров пилотирует болид Campos Racing на этапе в Сильверстоуне

Команда Addax, была образована в конце 2008 года, после покупки Алехандро Агагом, контрольного пакета акций команды Campos Grand Prix, основанной бывшим гонщиком Формулы-1 Адриан Кампос в 1997 году, и принимавшей участие в GP2 начиная с первого сезона в 2005. После того как в сезоне 2008 года, Campos выиграла титул в командном зачёте, Адриан Кампос решил сконцентрироваться на новом проекте команды Формулы-1 (см. HRT (команда Формулы-1)), продав свою часть акций Агагу. Агаг переименовал команду в «Аддакс», и оставил в названии имя катарского спонсора Barwa International, на сезон 2009 года.

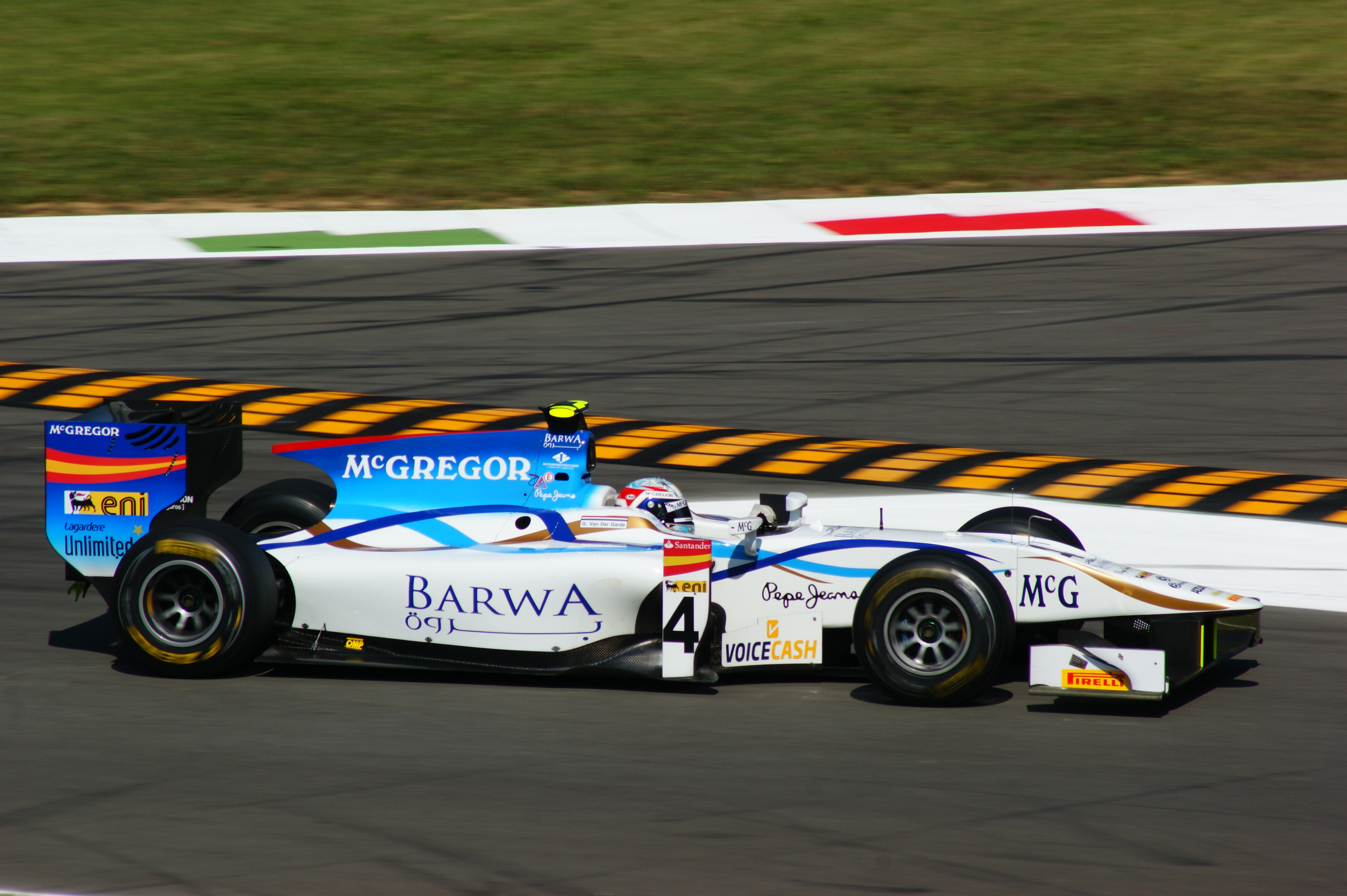
Гидо ван дер Гарде на этапе в Монце. 2011 год.

Addax подписала контракты с чемпионом сезона GP2 Asia 2008 года Роменом Грожаном и пилотом Campos Виталием Петровым на сезон 2009 года.
После ухода Грожана в Формулу 1, где начиная с 11 этапа чемпионата в Валенсии он заменил в Renault F1 уволенного Нельсона Пике мл., место Грожана в команде занял Давиде Вальсекки, перешедший из Durango.

### Серия GP2 Asia
После довольно успешного сезона 2008-09, когда Виталий Петров и Серхио Перес, смогли занять 5 и 7 место в личном зачете, с тремя победами и обеспечили третье место в чемпионате, сезон 2009-10 оказался для команды провальным. Во основном, это объяснялось чехардой в пилотском составе: после окончания сезона основного чемпионата, команду покинули её боевые пилоты, и всю зимнюю часть GP2, руководство посветило подбору новых кадров, особо не заботясь о результатах. Что закономерно привело к десятому месту.
В сезоне 2011 GP2 Asia, за команду были заявлены Гидо ван дер Гарде и Шарль Пик. И хотя Пик не смог набрать ни одного очка, стабильное выступление ван дер Гарде, обеспечило команде итоговое третье место.

## Результаты

### Результаты выступлений в GP2
| Год  | Болид              | Пилоты             | Гонки | Победы | Поулы | БК | Очки | ЛЗ | КЗ |
| ---- | ------------------ | ------------------ | ----- | ------ | ----- | -- | ---- | -- | -- |
| 2009 | Dallara-Mecachrome | Виталий Петров     | 20    | 2      | 2     | 2  | 75   | 2  | 2  |
| 2009 | Dallara-Mecachrome | Ромен Грожан       | 12    | 2      | 3     | 2  | 45   | 4  | 2  |
| 2009 | Dallara-Mecachrome | Давиде Вальсекки   | 8     | 0      | 0     | 0  | 12   | 17 | 2  |
| 2010 | Dallara-Mecachrome | Гидо ван дер Гарде | 20    | 0      | 0     | 0  | 39   | 7  | 2  |
| 2010 | Dallara-Mecachrome | Серхио Перес       | 20    | 5      | 1     | 5  | 71   | 2  | 2  |
| 2011 | Dallara-Mecachrome | Шарль Пик          | 18    | 2      | 3     | 0  | 52   | 4  | 1  |
| 2011 | Dallara-Mecachrome | Гидо ван дер Гарде | 18    | 0      | 1     | 1  | 49   | 5  | 1  |

- ЛЗ = позиция в личном зачёте, КЗ = позиция в командном зачёте, БК = количество быстрых кругов.

### Результаты выступлений в GP2 Asia
| Год       | Болид              | Пилоты             | Гонки | Победы | Поулы | БК | Очки  | ЛЗ  | КЗ |
| --------- | ------------------ | ------------------ | ----- | ------ | ----- | -- | ----- | --- | -- |
| 2009/2010 | Dallara-Mecachrome | Макс Чилтон        | 3     | 0      | 0     | 0  | 0(2)1 | 181 | 10 |
| 2009/2010 | Dallara-Mecachrome | Луис Разия         | 1     | 0      | 0     | 0  | 0     | 26  | 10 |
| 2009/2010 | Dallara-Mecachrome | Родольфо Гонсалес  | 1     | 0      | 0     | 0  | 0     | 29  | 10 |
| 2009/2010 | Dallara-Mecachrome | Гидо ван дер Гарде | 1     | 0      | 0     | 0  | 0     | 34  | 10 |
| 2009/2010 | Dallara-Mecachrome | Серхио Перес       | 2     | 0      | 0     | 0  | 5     | 15  | 10 |
| 2011      | Dallara-Mecachrome | Шарль Пик          | 4     | 0      | 0     | 0  | 0     | 18  | 3  |
| 2011      | Dallara-Mecachrome | Гидо ван дер Гарде | 4     | 0      | 0     | 0  | 16    | 3   | 3  |

- ЛЗ = позиция в личном зачёте, КЗ = позиция в командном зачёте, БК = количество быстрых кругов.

Изменения:
- 1.↑  Макс Чилтон набрал 2 очка, выступая за команду Ocean Racing.

Примечание: Результаты и заявочные листы взяты из этого источника

### Результаты выступлений в GP3
| Год  | Болид           | Пилоты             | Гонки | Победы | Поулы | БК | Очки | ЛЗ  | КЗ |
| ---- | --------------- | ------------------ | ----- | ------ | ----- | -- | ---- | --- | -- |
| 2010 | Dallara-Renault | Фелипе Гуймараеш   | 16    | 0      | 0     | 0  | 9    | 16  | 8  |
| 2010 | Dallara-Renault | Пабло Санчес Лопес | 16    | 0      | 0     | 0  | 0    | 30  | 8  |
| 2010 | Dallara-Renault | Мирко Бортолотти   | 16    | 0      | 0     | 0  | 16   | 11  | 8  |
| 2011 | Dallara-Renault | Доминик Стори      | 4     | 0      | 0     | 0  | 0    | 37  | 8  |
| 2011 | Dallara-Renault | Том Дилльман       | 12    | 0      | 0     | 0  | 151  | 141 | 8  |
| 2011 | Dallara-Renault | Габриель Чавес     | 16    | 0      | 0     | 0  | 8    | 19  | 8  |
| 2011 | Dallara-Renault | Дин Смит           | 14    | 0      | 0     | 1  | 18   | 12  | 8  |
| 2011 | Dallara-Renault | Витторио Гирелли   | 2     | 0      | 0     | 0  | 0    | 252 | 8  |

- ЛЗ = позиция в личном зачёте, КЗ = позиция в командном зачёте, БК = количество быстрых кругов.

Изменения:
- 1.↑  — Том Дилльман набрал 8 и 15 очков, выступая за команду Carlin.
- 2.↑  — Витторио Гирелли провёл 12 гонок в составе Jenzer Motorsport.